# Kyo-do?
『kyo-do?』（キョードー）は、私立恵比寿中学の14枚目のシングル（インディーズを含めると通算20枚目）である。2023年5月3日にSME Recordsから発売された。

## 概要
女性アイドルグループ私立恵比寿中学（エビ中）が、2019年6月リリースの前作「トレンディガール」の6人体制から、2021年5月の3名（桜木心菜、小久保柚乃、風見和香）転入（加入）、2022年10月の2名（桜井えま、仲村悠菜）転入、同年12月の柏木ひなた卒業を経て新10人体制となってから初めてCDリリースしたシングルである。エビ中が5月にリリースしたシングルは、2012年5月5日発売のメジャーデビューシングル『仮契約のシンデレラ』以来11年ぶり。
表題曲「kyo-do?」には「今日どうする?」「共闘する?」「強度が必要です」「郷土が見えたりね」「うちら共同戦線はって」といった韻を踏んだ歌詞が登場する。楽曲を提供したヤマモトショウは「人と人が何か新しいものをつくるときはいつも上下や依存の関係ではなくてコラボレーション、つまり「共同」作業です。今回エビ中の皆さんにとっても新体制となる楽曲に、僕自身も新たに音楽で参加させていただいての「共同」作業の強度を高めていけたらと思っております。そしてそんなみんなの出会いというコラボでこれまで生まれてきたもの、そしてこれから生まれていくであろうコラボレーションそのものが美しくて、尊いよね、という気持ちをそのまま曲にしてみました。」とコメントしている。
初回生産限定盤、通常盤、完全生産限定盤の3タイプで発売された。初回生産限定盤は三方背スリーブ仕様となっており、タイトル曲「kyo-do?」のMusic Videoとメイキングを収録したBDが付属する。初回生産限定盤と通常盤にはトレーディングカード（11種類のうち1種ランダム封入）が封入される。完全生産限定盤はメンバーソロ盤（FC限定盤）として10種類あり、10人の各メンバーごとに異なるダブル紙ジャケ仕様になっている。
ジャケットのビジュアルは、メンバーカラーの衣装をまとった10人が、「kyo-do?」の歌詞に登場する「作戦会議」をテーマにポージングしている。
シングルの発売を記念したコラボカフェ「私立恵比寿中学 給食の時間」が東京・大阪・名古屋・仙台の4都市で期間限定で開催された。

## 収録曲
（私立恵比寿中学：真山りか、安本彩花、星名美怜、小林歌穂、中山莉子、桜木心菜、小久保柚乃、風見和香、桜井えま、仲村悠菜）

### 初回生産限定盤
1. kyo-do?
作詞・作曲・編曲：ヤマモトショウ
ヤマモトショウは、2022年に提供した楽曲「わたしの一番かわいいところ」（FRUITS ZIPPER）が大きな話題となった。エビ中メンバーの真山りかは、ヤマモトショウの所属していたバンド「ふぇのたす」が好きだったという[4]。
4月13日にMusic Video[5]が公開された。振付はCRE8BOYが担当しており、タイトル『kyo-do?』に合わせて片手ハートと指ハートで作る「はてなダンス」などが特徴。10人となったエビ中が各々のキャラクターを発揮しながら「“キョウドウ”作業で世の中を良き世界に変えていこう！」という希望と野望が入り混じった、何か新しいことが始まる春らしいキュートなポップソングとなっており、楽曲に合わせ“かわいい”を前面に押し出したミュージックビデオとなっている[6]。エキストラとしてエビ中ファミリー（ファン）が参加しており、女子サッカー選手でなでしこジャパンのゴールキーパー田中桃子も出演している[7]。
アルバム『indigo hour』（2024年）にも収録された。
2. ジブンアップデート
作詞・作曲・編曲：NA.ZU.NA
3. はみだせGirls
作詞・作曲・編曲：SHIBU
4. ボイジャー（New style ver.）
作詞・作曲：ペンギンス・小木岳司・R!N、編曲：小木岳司
2022年12月7日に配信リリースされた「ボイジャー」[8]の10人バージョン（New style）。「ボイジャー」は9人体制の最後に配信された楽曲で、2022年12月16日に卒業を控えた柏木ひなたが振付を担当した。「ボイジャー」は「航海者」を意味し、変わり続けながらも前に進んでいくというメッセージが込められている。

＋各Less Vocal ver.も収録

### 通常盤
1. kyo-do?
2. ボイジャー（New style ver.）

＋各Less Vocal ver.も収録

### 完全生産限定盤
1. kyo-do?
2. ジブンアップデート

＋各Less Vocal ver.も収録

## リリース日一覧
| 地域 | リリース日   | レーベル    | 規格                     | カタログ番号 |
| ---- | ------------ | ----------- | ------------------------ | --- |
| 日本 | 2023年5月3日 | SME Records | CD（マキシシングル）＋BD | SECL-2865〜2866（初回生産限定盤） |
| 日本 | 2023年5月3日 | SME Records | CD（マキシシングル）     | SECL-2867（通常盤） |
| 日本 | 2023年5月3日 | SME Records | CD（マキシシングル）     | FC限定盤 メンバーソロ盤 （完全生産限定盤） SEC8-70（真山盤） SEC8-71（安本盤） SEC8-72（星名盤） SEC8-73（小林盤） SEC8-74（中山盤） SEC8-75（桜木盤） SEC8-76（小久保盤） SEC8-77（風見盤） SEC8-78（桜井盤） SEC8-79（仲村盤） |